# Herman Suselbeek
Herman Johan "Suus" Suselbeek (født 27. november 1943 i Silvolde) er en hollandsk tidligere roer.
Suselbeek deltog ved OL 1968 i Mexico City i toer med styrmand, sammen med Hadriaan van Nes og styrmand Roderick Rijnders. I indledende heat blev hollænderne nummer tre, hvilket betød, at de skulle i opsamlingsheat. Her vandt de klart og var dermed i semifinalen. Her opnåede de en andenplads, meget tæt på de østtyske vindere. I finalen vandt Italien guld med cirka to sekunders forspring til den hollandske båd, der dermed fik sølv, mens Danmark fik bronze.

## OL-medaljer
- 1968:  Sølv i toer med styrmand